# Marie Škopková
Marie Škopková, též Mařena Škopková, je fiktivní postava z filmové trilogie Slunce, seno… od Zdeňka Trošky. Objevila se ve všech filmech: Slunce, seno, jahody, Slunce, seno a pár facek a Slunce, seno, erotika. Ztvárnila ji Helena Růžičková. Je charakteristická postavou a rázným vyjadřováním. S manželem má dceru Blaženu a malého syna Jirku. Stará se o svou nemohoucí matku. Společně s rodinou bydlí na menším statku, kde mimo jiné chovají králíky, z čehož později vznikne i spor mezi ní a synem, kdy Jirka odmítá jíst Mariino oblíbené králičí maso.
V roce 2012 byla v Hošticích, vesnici, kde se natáčela a odehrávala série Slunce, seno…, odhalena podobizna Heleny Růžičkové jakožto Marie Škopkové. Vystavení sochy ale vzbudilo spíše odmítavé reakce.